# Édouard Hospitalier
Édouard Hospitalier né le 24 août 1852 à Sedan et mort le 9 mars 1907 à Paris est un ingénieur et professeur français.

## Biographie
Fils de l'officier Pierre Hospitalier, il fait ses études à l'École des Arts et métiers d'Aix-en-Provence avant d'intégrer l'École centrale de Paris. Il obtient en 1877 un diplôme d'ingénieur-mécanicien puis se lance dans des recherches sur l'électricité.
Il prend dans le même temps les fonctions de secrétaire de rédaction dans la revue La Lumière électrique puis devient en 1881 directeur de la revue L'Électricien et de la revue L'Industrie Électrique jusqu'en 1891.
Il collabore aussi activement à la revue La Nature comme le signale J. Laffargue dans sa nécrologie.
Il est un des principaux animateurs de l'exposition d'électricité de 1881 et s'y fait remarquer. Il obtient ainsi la chaire d'électricité de l'École supérieure de physique et de chimie industrielles de la ville de Paris tout juste créée qu'il occupe de 1882 à sa mort. Il travaille en parallèle dans un laboratoire sur la conception de nouvelles méthodes de mesure industrielle pour les piles, accumulateurs, transformateurs et générateurs. 
Ses travaux aboutissent à l'invention du manographe (appareil permettant de photographier le diagramme des moteurs à explosion) et l'ondographe (permettant de connaître le tracé d'un phénomène électrique périodique). C'est avec ce dernier qu'il remporte le prix  Planté de l' Académie des Sciences en 1903.
Il est fait Chevalier de la Légion d'honneur par décret du 11 décembre 1900

## Ouvrages
- Formulaire pratique de l'Électricien, etc
- La Physique moderne. Les principales applications de l’électricité; 1881
- Formulaire pratique de l’électricien; 1883
- La physique moderne : L’électricité dans la maison; (Bibliothèque de la nature), 1885
- Traité élémentaire de l’énergie électrique; 1890
- Formulaire de l’électricien et du mécanicien; 1886
- Les Compteurs d’énergie électrique; 1889
- Recettes de l’électricien, corrigées et mises en ordre par É. Hospitalier; 1895
- Ministère du Commerce, de l’industrie, des postes et des télégraphes. Exposition universelle internationale de 1900, à Paris. Rapports du jury international. Classe 23. Production et utilisation mécanique de l’électricité. Rapport de M. Édouard Hospitalier
- Vocabulaire d'électricité industrielle français - anglais - allemand à l'usage des trois langues, 1900 (Lire en ligne)

## Sources
- Balteau J. et Prevost M., Dictionnaire de biographie française, Paris, Letouzey et Ané, 2007.
- Laffargue J., "E. Hospitalier", La Nature, 1907, 1er semestre, N°1764, p.256.
- Fiche sur le site de l'Ecole Supérieure de physique et chimie industrielles de la ville de Paris